# 陶尔米纳主教座堂
陶尔米纳主教座堂（Duomo di Taormina）- 全名圣尼各老圣殿主教座堂（Basilica cattedrale di San Nicolò di Bari）是意大利西西里大区墨西拿广域市陶尔米纳的主要礼拜场所，建于中世纪，位于陶尔米纳历史中心的主教座堂广场（piazza Duomo），沿着翁贝托大道（corso Umberto），靠近卡塔尼亚门（Porta Catania）。该堂属于天主教墨西拿-利帕里岛-圣卢恰德尔梅拉总教区的陶尔米纳总铎区，圣尼各老堂区。

## 历史

### 伊斯兰时代 -西西里酋长国
陶尔米纳教区的第一个见于记载的主教座堂是圣方济各保拉堂（Chiesa di San Francesco di Paola），主教普罗科皮奥被阿拉伯的易卜拉欣杀害。撒拉逊人的反攻，导致基督教受到限制，于是将墨西拿教区转移到内陆，建立特罗伊纳教区，撤销陶尔米纳教区。

### 11 世纪至16世纪：西西里王国
继欧特维尔家族领导的诺曼征服之后，直到拜占庭时代，这个在文化和宗教中曾经占有重要地位的城市，失去了主教区的地位。1078年，陶尔米纳教区并入特罗伊纳教区。而鲁杰罗一世更倾向于在几年内并入新的墨西拿教区，总部设于修复后的墨西拿圣尼各老主教座堂（cattedrale di San Nicolò all'Arcivescovado）。

#### 霍亨斯陶芬王朝
在这座中世纪的城市，最重要的民间和宗教活动均围绕着以主教座堂广场为代表的核心。 宏伟的教堂具有教堂-堡垒一体的布局和特点，是陶尔米纳最古老和最重要的中世纪古迹之一，可以追溯到13世纪，具有西西里罗曼式 - 哥特式建筑特色，在供奉圣尼各老 的教堂遗迹上，中殿的柱子可能来自陶尔米纳古代剧场。

#### 阿拉贡王朝
在15世纪和16世纪早期，该堂部分重建，包括西西里文艺复兴风格的大门。

### 文艺复兴和巴洛克时期
该堂在17世纪进行了改建，包括主立面西西里巴洛克式的大门，一排靠墙的大理石桌子，以及中殿两侧的小堂。

### 当代
1945年至1948年间，那不勒斯建筑师阿曼多·狄龙指导教堂的修复工作，突出被巴洛克灰泥隐藏的教堂半圆形后殿拱门的原始结构，修复侧廊的屋顶。
1980年2月6日，教宗若望保禄二世将该堂升格为次级宗座圣殿。
建筑结构简单，拉丁十字平面，有三个通廊和三个半圆形后殿。中殿由六块陶尔米纳粉色大理石柱子支撑，上面有叶子图案和鱼鳞。据信，这些可能来自陶尔米纳的希腊罗马剧院。天花板有巨大的木梁和雕刻的架子，带有哥特式风格的阿拉伯图案。
由于中世纪建筑的严格性和外部防御因素，这座教堂被昵称为“堡垒主教座堂”（cattedrale fortezza）。前立面以城齿为特色，而背面矗立着堡垒钟楼。 
1936年修复的大门和大型玫瑰窗具有相当大的价值。

## 内部

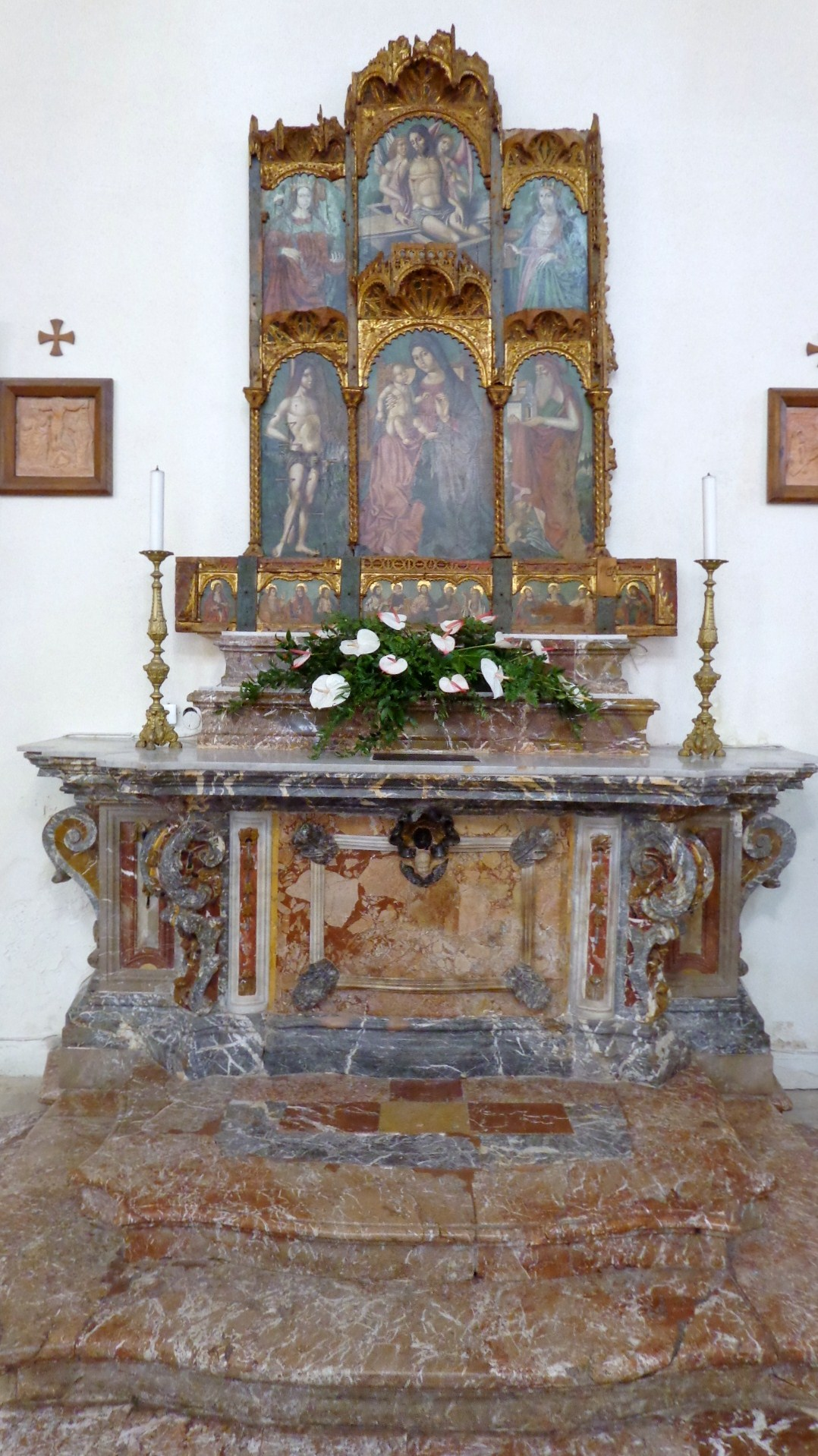
Polittico

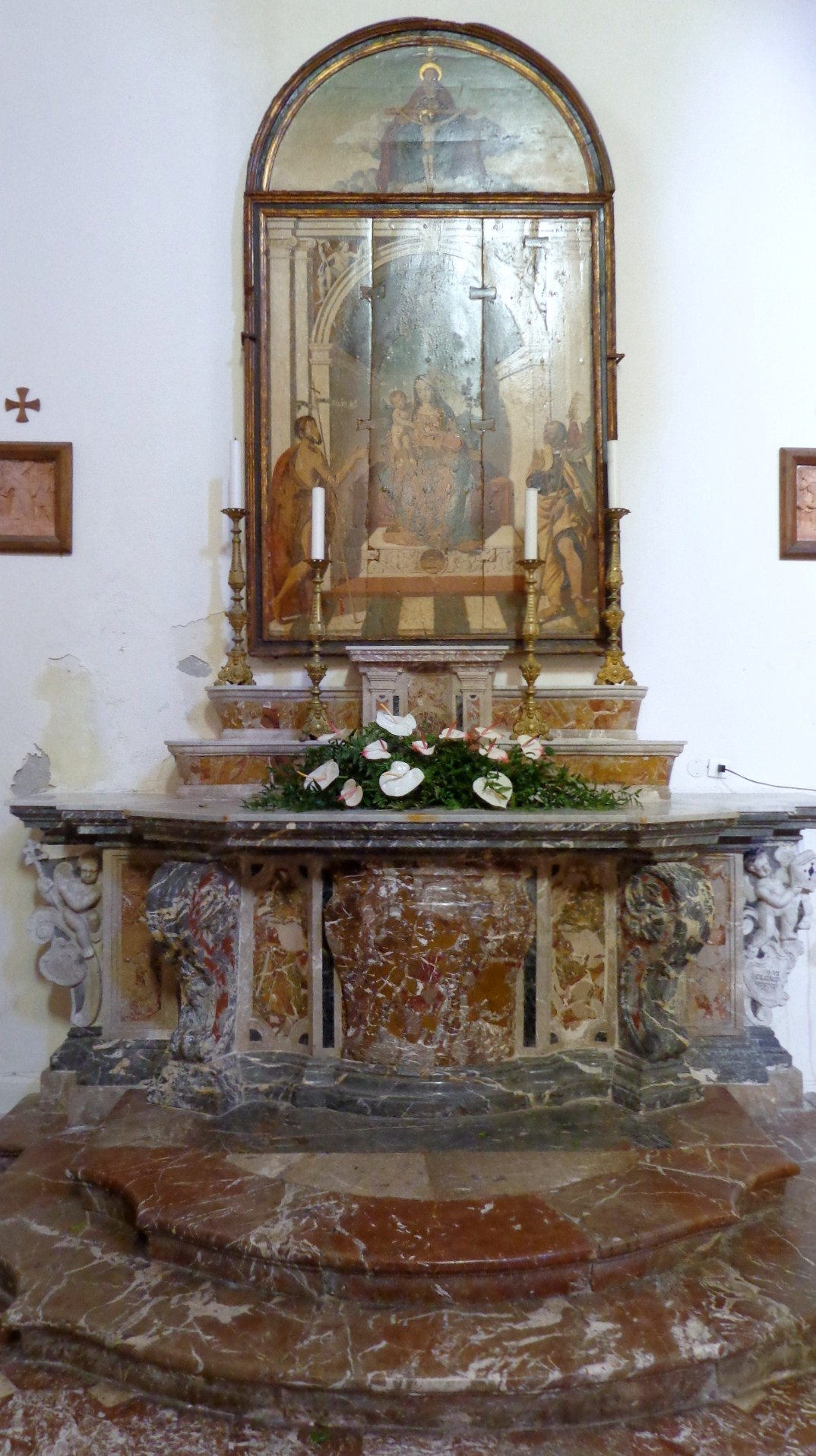
Dipinto

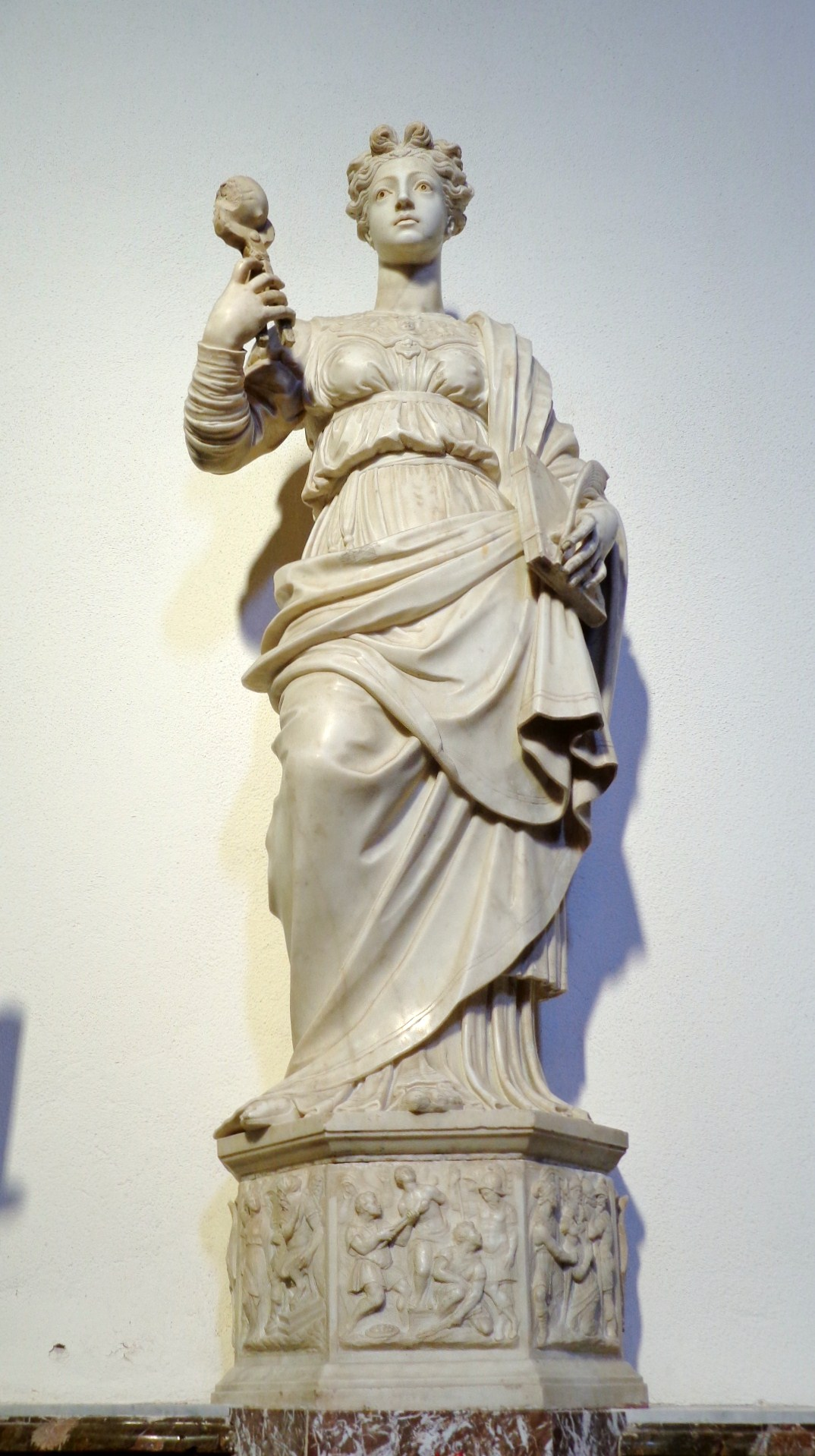
圣亚加大

## 圣方济各保拉堂

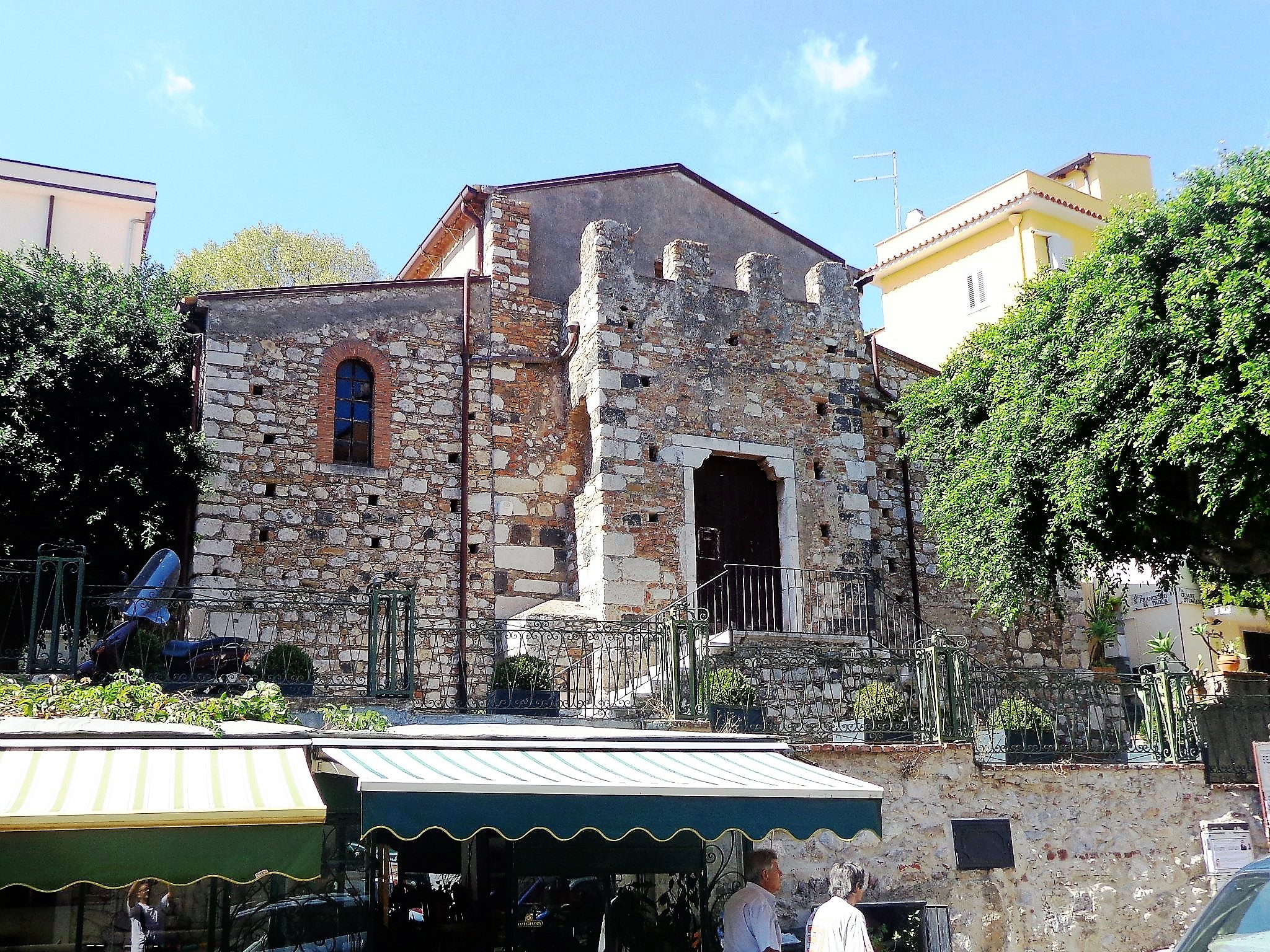
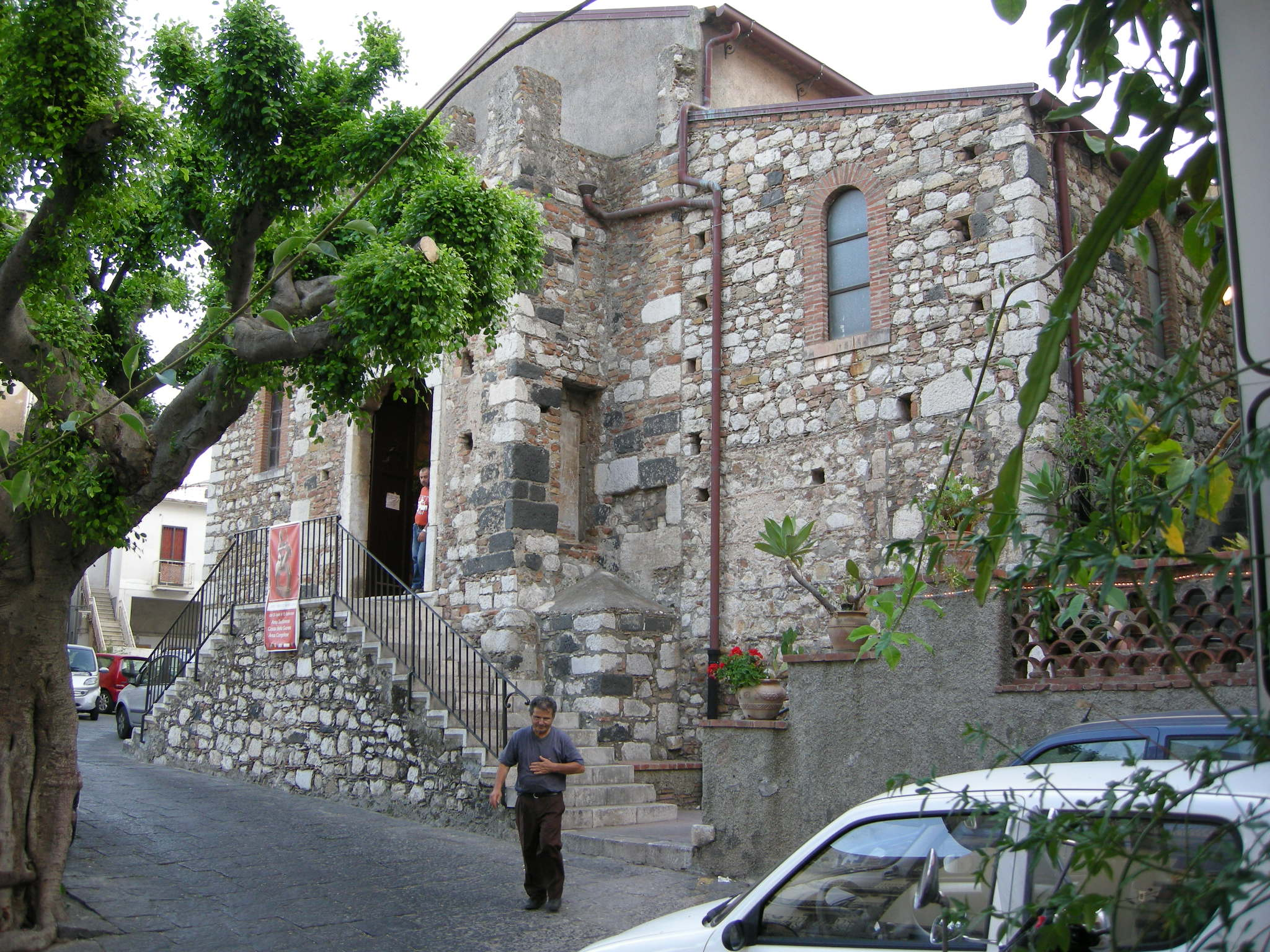

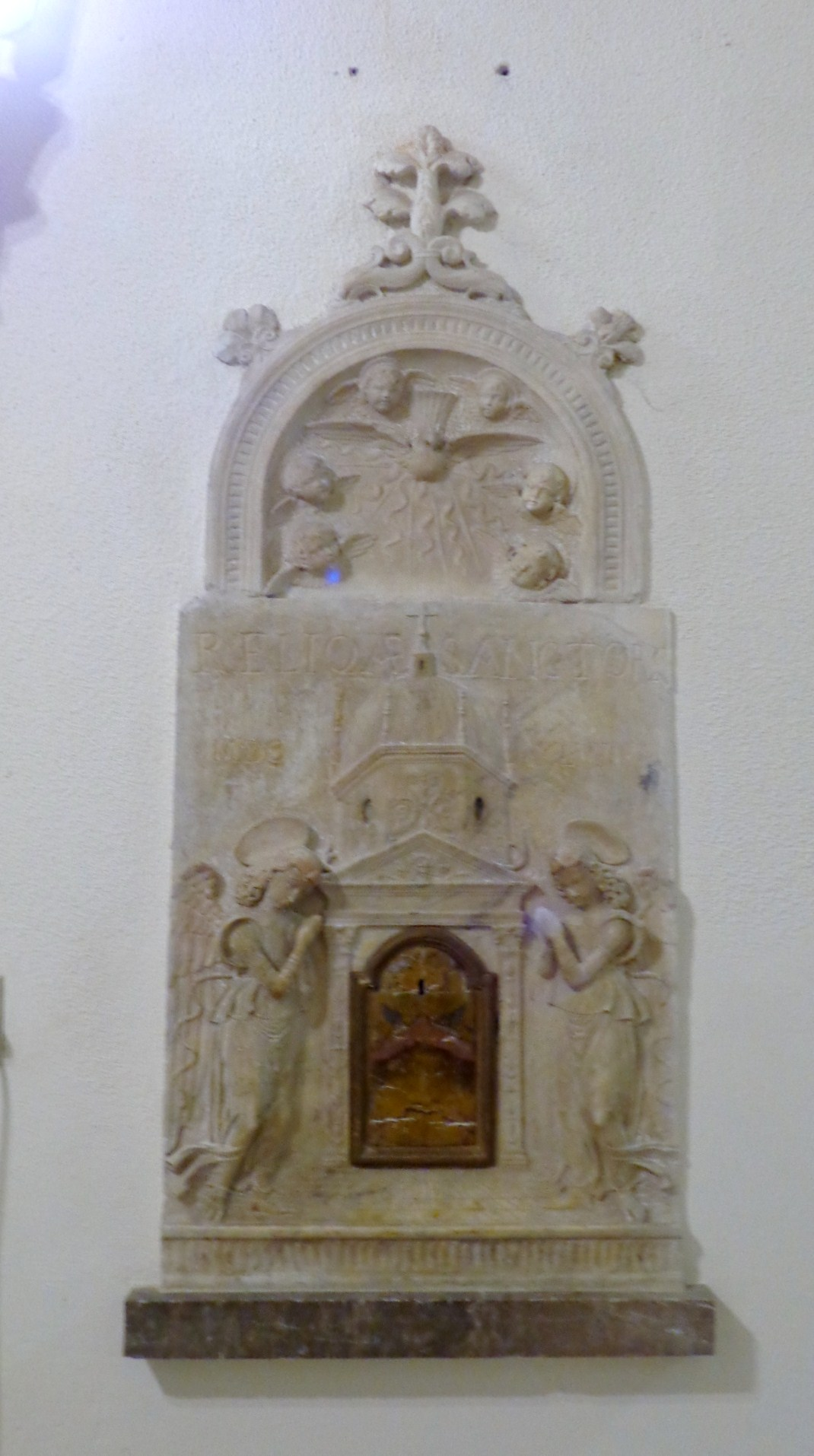
Tarbernacolo
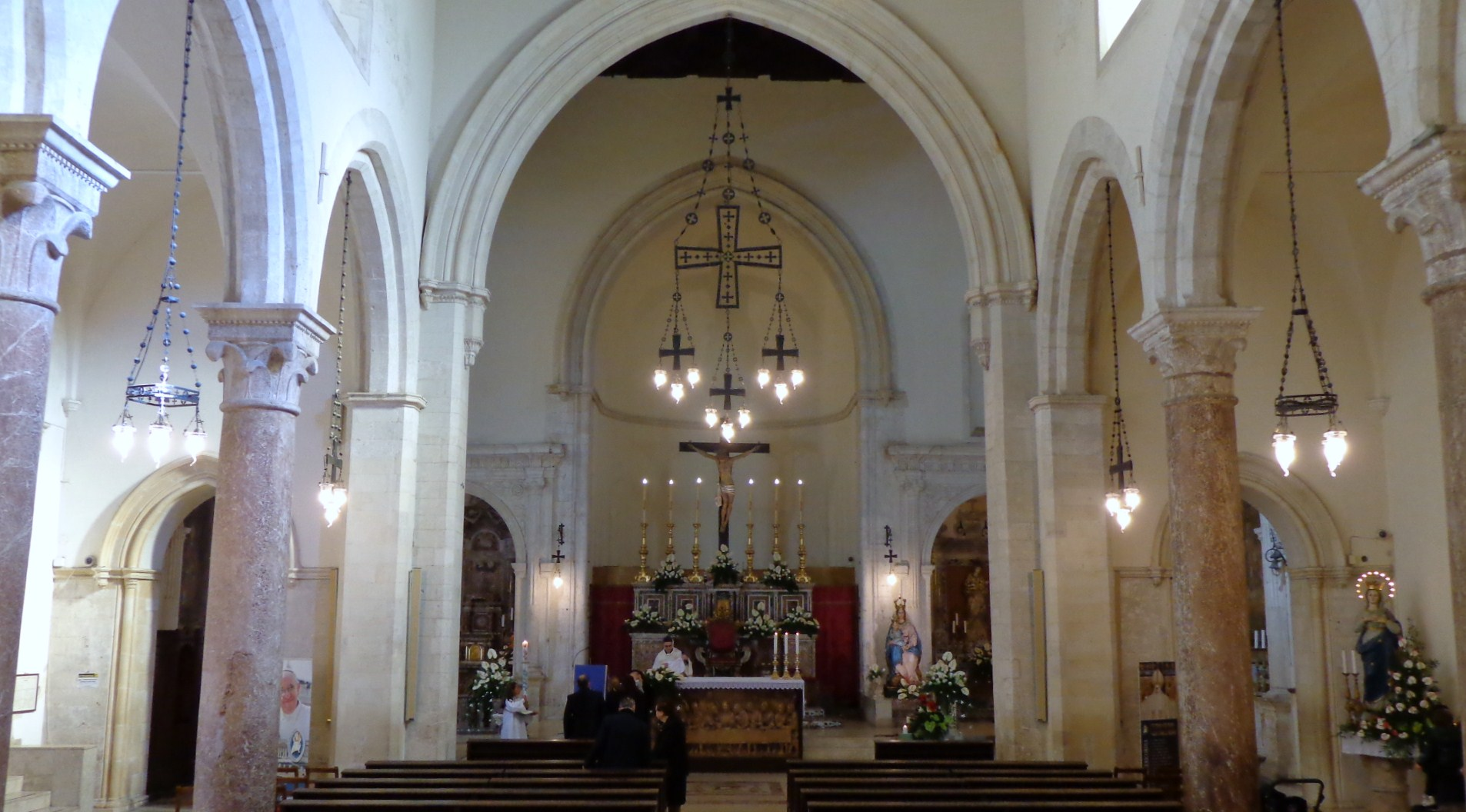
Interno
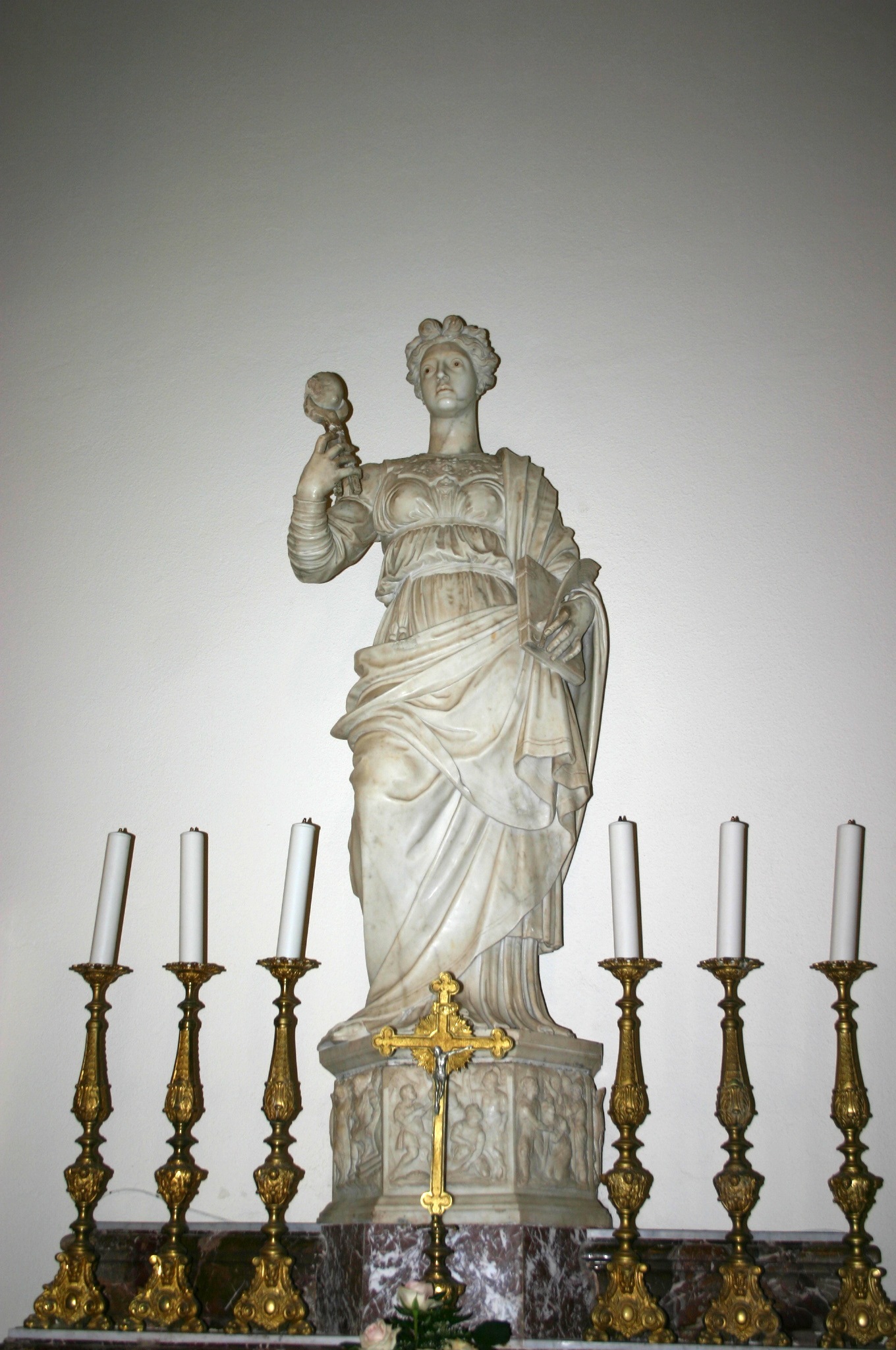
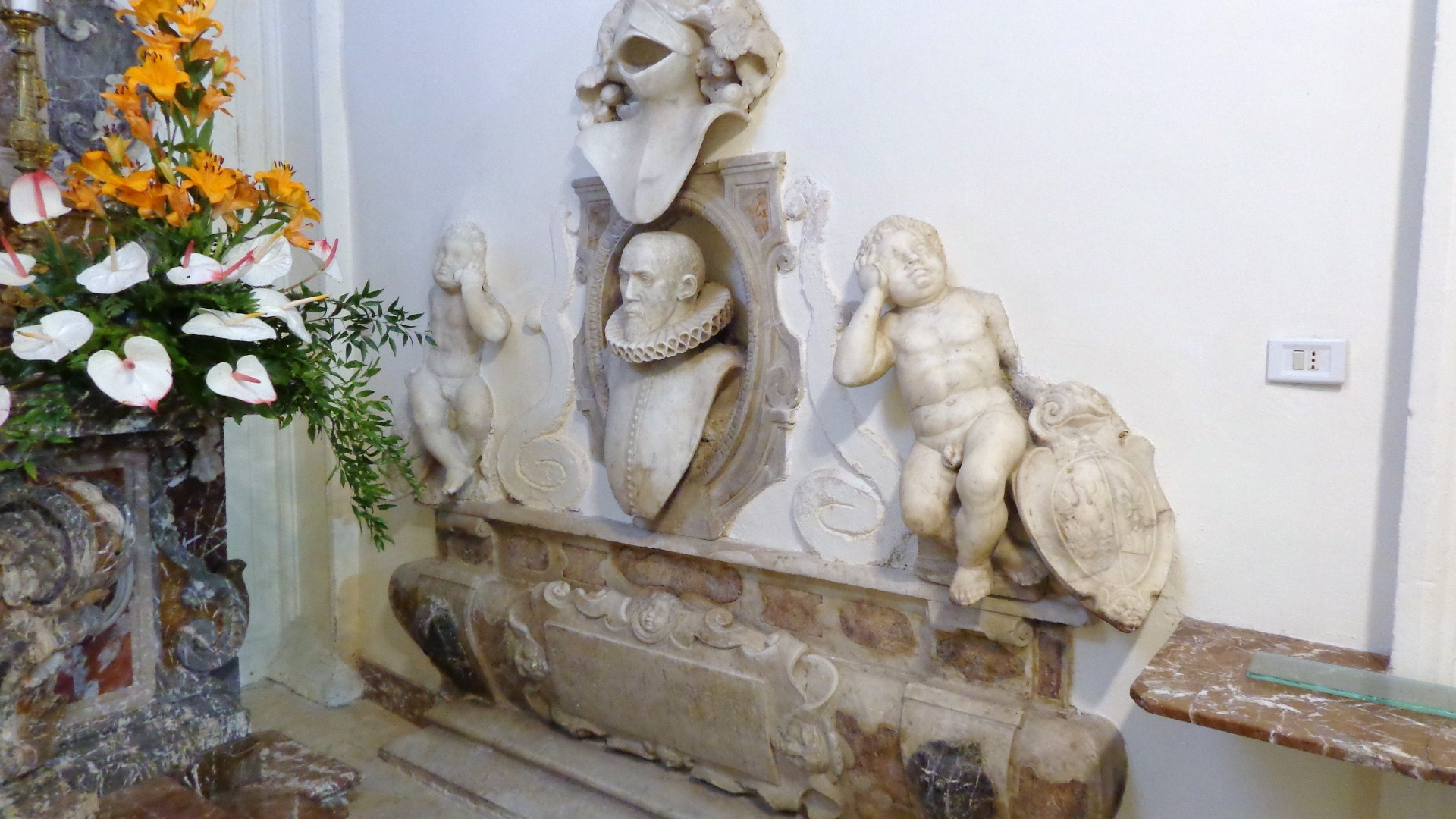
Sarcofago Cappella del Santissimo Sacramento
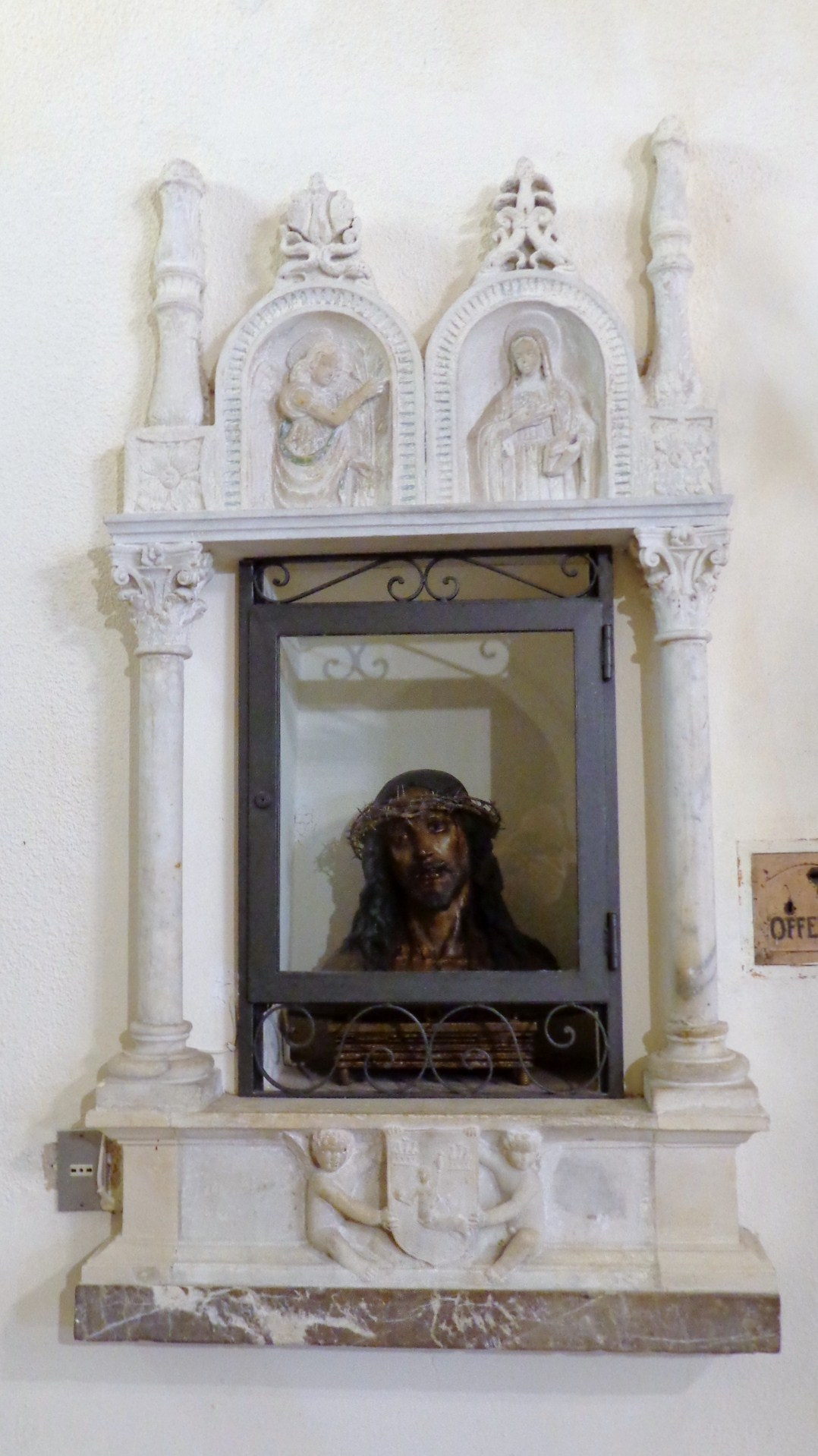
Edicola